# 25º Congresso degli Stati Uniti d'America
Il 25º Congresso degli Stati Uniti d'America, formato dal Senato e dalla Camera dei rappresentanti, si è riunito a Washington, D.C. presso il Campidoglio dal 4 marzo 1837 al 4 marzo 1839. Riunitosi durante il primo e il secondo anno della presidenza di Martin Van Buren, questo Congresso ha visto sia la Camera che il Senato in mano al Partito Democratico.

## Contesto ed eventi importanti

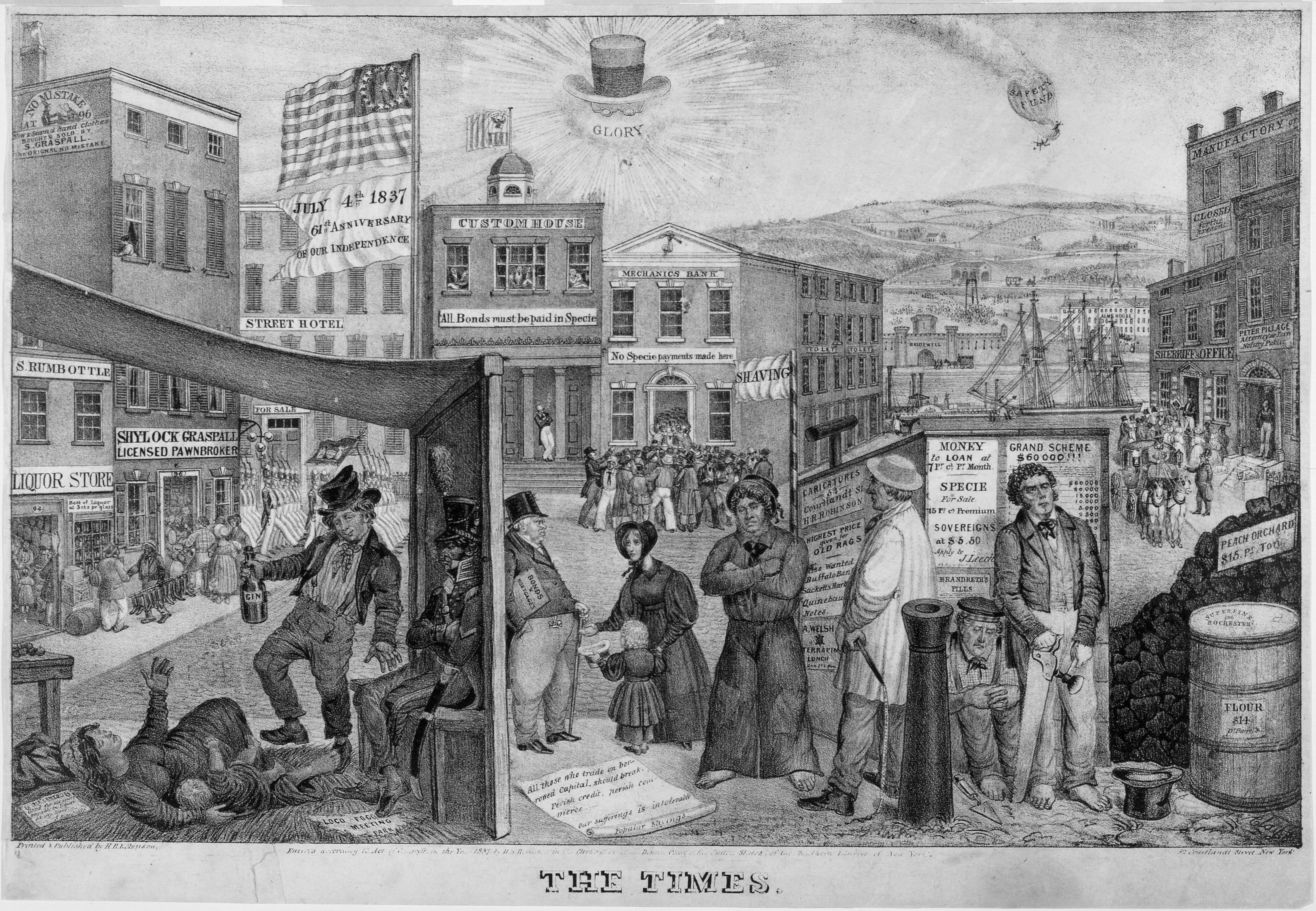
Una vignetta satirica del luglio 1837 che accusava esplicitamente l'ex presidente Andrew Jackson di essere il principale responsabile della crisi finanziaria.

Il clima di scontro politico acceso si mostrò plasticamente dalla composizione del 25º Congresso, ormai diviso fra due partiti principali, il Partito Democratico di Jackson e del presidente Van Buren e il Partito Whig di Henry Clay. E subito il conflitto si accese a causa della crisi finanziaria che esplose negli Stati Uniti, il cosiddetto "panico del 1837". Le politiche economiche precedenti della democrazia jacksoniana (fortemente improntante da una sfiducia nei confronti dell'utilizzo di carta-moneta e delle note di credito), avevano puntato tutto sulla dissoluzione della centralità del controllo bancario (la Seconda Banca degli Stati Uniti si vide non confermata la sua autorizzazione a svolgere funzioni di banca centrale) e sulla vendita di grandi quantità di terre demaniali soprattutto nel Missouri e nel Michigan. Ma la sfiducia nei confronti della carta-moneta e la concomitante proclamazione dell'ordine esecutivo che ordinava il pagamento del prezzo di tali terreni soltanto in oro o argento ("Specie Circular"), provocò un inaspettato crollo delle vendite di quella terra e una scarsità di moneta. A New York (ormai diventato centro finanziario del paese) nell'aprile 1837, fallirono ben 250 istituti di credito e nel maggio successivo quelle che sopravvissero decisero di sospendere tutti i cambi di banconote in moneta sonante (oro o argento). E a catena fallirono diverse pet banks che Andrew Jackson aveva voluto istituire in sostituzione della Seconda Banca degli Stati Uniti. Tutto ciò si ripercosse immediatamente sul consenso del nuovo presidente Martin Van Buren, successore designato dallo stesso Jackson e duramente attaccato dai suoi oppositori al Congresso (ma anche da esponenti del suo partito, come William C. Rives e Nathaniel Tallmadge). La mossa di Van Buren fu di proporre al Congresso di rendere completamente indipendente il Tesoro dal sistema bancario, demandando a quest'ultimo le stesse funzioni di banca centrale. La proposta venne duramente ostacolata dal Congresso, nella cui parte democratica testimoniò anche alcune defezioni verso il Whig.
Fu soprattutto dalle colonne del New York Courier and Enquirer di James Watson Webb, sostenitore del Whig, che si potevano leggere le critiche più dure alle politiche economiche dell'amministrazione Van Buren. Il giornale fu duramente criticato da alcuni esponenti del Partito Democratico, fra cui Jonathan Cilley, che accusò espressamente l'editore del giornale di aver cambiato idea sulla fine dell'autorizzazione alla Seconda Banca degli Stati Uniti (schierandosi a favore del Partito Whig) per aver ricevuto 52.000 dollari dalla banca. Sentendosi offeso, Webb convinse un suo amico del Partito Whig, William J. Graves, di sfidare a duello Jonathan Cilley. Il 24 febbraio 1838 i due parlamentari si incontrarono appena fuori dei confini della capitale. Dal confronto ne uscì sconfitto Cilley che morì sul colpo. La tragedia, oltre che espressione dell'acceso dibattito politico dell'epoca, costrinse lo stesso Congresso ad approvare una legge che vietava i duelli nel Distretto di Columbia.

### Cronologia
- 4 marzo 1837 - Comincia ufficialmente il mandato dell'ottavo presidente degli Stati Uniti, Martin Van Buren.
- 18 marzo 1837 - Viene fondata l'Università del Michigan.
- 10 maggio 1837 - Le principali banche di New York decidono di non accettare più il cambio di banconote in oro o argento. È considerata la data di inizio storiografica della crisi finanziaria.
- 11 giugno 1837 - A Boston scoppiano scontri tra lavoratori yankee e immigrati irlandesi. Gli scontri non sono un fatto isolato. Da diverso tempo Boston, città portuale che ha visto un enorme afflusso di manodopera straniera (soprattutto dall'Irlanda) è teatro di risse continue tra la comunità locale (nativista e di religione protestante) e quella emigrata (di religione cattolica). Il sindaco Samuel Elliot ordina l'intervento della milizia dello stato, che seda le violenze. Sulla spinta di questi incidenti, l'amministrazione della città decide di fondare un dipartimento di polizia locale e uno di pompieri.
- 4 agosto 1837 - La Repubblica del Texas invia una petizione al Congresso con la quale chiede di essere subito ammessa all'Unione e nella richiesta cita espressamente di autorizzare l'impiego di manodopera servile, nonostante abbia già vietato la compravendita di schiavi all'interno dei propri confini.
- 25 agosto 1837 - Il governo federale comunica formalmente alla Repubblica del Texas che la sua richiesta di ammissione è stata negata. Decisivo è stato il voto al Senato (35 a favore e 16 contrari, ma non viene raggiunta la maggioranza di due terzi necessaria per ammettere un nuovo stato), dove soprattutto i Whig (ma anche alcuni democratici) si sono opposti duramente all'ammissione di un altro stato schiavista all'Unione, temendo uno sbilanciamento del Congresso con una maggioranza di rappresentanti che sostengono la superiorità delle norme statali su quelle federali (oltre ad avere timore di creare instabilità lungo il confine meridionale degli Stati Uniti con il Messico)
- 5 settembre 1837 - Il presidente Van Buren tiene un discorso di fronte a tutto il Congresso, con il quale promuove una riforma per frenare gli effetti negativi della crisi, oltre a ribadire la sua opposizione nei confronti dell'utilizzo delle banconote, volendo invece stimolare l'utilizzo di oro e argento come valuta corrente. Propone che sia il Dipartimento del Tesoro stesso a fungere da istituto regolatore centrale indipendente dal sistema delle banche, incamerando esso stesso i fondi federali. La riforma non ottiene il favore del Congresso.
- 2 ottobre 1837 - Il governo federale comunica agli stati dell'Unione che procederà a sospendere la divisione dell'attivo di bilancio da destinare a loro in parti uguali. La decisione è stata presa da Van Buren per risparmiare denaro da poter utilizzare per salvare il settore bancario in piena difficoltà.
- 12 ottobre 1837 - Per rispondere alla ristrettezza dei fondi federali dovuta alla crisi, il Congresso approva una legge che autorizza l'emissione di titoli di debito a breve termine per un valore di 10 milioni di dollari.
- 21 ottobre 1837 - Le forze del generale Thomas Jesup catturano il capo guerriero dei Seminole Osceola. Il capo indiano si era recato a Fort Peyton per trattare i termini di pace dopo anni di conflitto tra la resistenza Seminole e le forze armate statunitensi, venendo però catturato a tradimento. Imprigionato prima a St. Augustine e poi trasferito nella Carolina del Sud, morirà di malattie dopo tre mesi di prigionia.
- 7 novembre 1837. Ad Alton (Illinois), l'abolizionista Elijah Parish Lovejoy viene ucciso a colpi di pistola da un gruppo di proschiavisti nel magazzino di Benjamin Godfrey, un suo amico che vendeva i suoi quadri e le sue pubblicazioni abolizioniste.
- 8 novembre 1837 - Mary Lyon fonda il Mount Holyoke College, il primo istituto di alta educazione femminile. Nel primo anno di corsi si iscrivono 80 studentesse.
- 4 dicembre 1837 - Il Congresso, per prevenire ogni discussione in materia di schiavitù, approva una gag rule ancora più stringente per vietare qualsiasi discussione. Dopo l'assassinio di dell'abolizionista Lovejoy nell'Indiana erano state presentate al Congresso diverse petizioni per chiedere l'abrogazione della schiavitù in tutto il paese. Il grande sostenitore dell'abolizionismo alla Camera dei rappresentanti, John Quincy Adams, critica duramente il provvedimento.
- 25 dicembre 1837 - Le forze del generale Zachary Taylor affrontano i Seminole (orfani del loro leader Osceola, ormai in mani statunitensi) presso la palude di Okefenokee. Dopo tre ore di battaglia gli indiani si ritirano. I Seminole tuttavia continueranno la loro resistenza, preferendo da ora in poi la guerriglia rispetto allo scontro in campo aperto.
- 29 dicembre 1837 - Un gruppo di coloni canadesi, sospettosi dell'appoggio statunitense ai ribelli dell'Alto Canada di William Lyon Mackenzie, attaccano e danno alle fiamme il piroscafo statunitense Caroline sul lato americano del fiume Niagara, che secondo loro avrebbe trasportato armi per i rivoltosi. Durante l'attacco muore un cittadino statunitense, Amos Durfee, e negli Stati Uniti inizia una campagna-stampa anti-britannica che influenza l'opinione pubblica.
- 1838 - I movimenti abolizionisti sparsi per tutto il paese cominciano ad organizzare la cosiddetta Underground Railroad, una serie di rifugi e percorsi segreti per favorire la fuga degli schiavi dai loro padroni. Uno degli organizzatori principali è Robert Purvis di Philadelphia.
- 3-12 gennaio 1838 - Il senatore della Carolina del Sud John C. Calhoun promuove una risoluzione che legittima la schiavitù anche nel Distretto di Columbia. La mozione viene approvata dal Senato ma non viene garantita alcuna rappresentanza al Distretto, per non alterare l'equilibrio del Congresso.
- 5 gennaio 1838 - Il presidente Van Buren dichiara ufficialmente che gli Stati Uniti sono neutrali riguardo alla ribellione in corso nell'Alto Canada e vieta a qualsiasi cittadino statunitense di coinvolgersi nella vicenda, ordinando al generale Winfield Scott di schierarsi con le sue truppe lungo il confine con il Canada per fermare qualsiasi traffico d'armi.
- 11 gennaio 1838 - Samuel Morse mette in mostra per la prima volta la sua rivoluzionaria invenzione, il telegrafo.
- 26 gennaio 1838 - Lo stato del Tennessee approva una legge che vieta la vendita di alcolici.
- 14 febbraio 1838 - John Quincy Adams propone alla Camera ben 350 petizioni abolizioniste per richiedere l'abrogazione della gag rule al Congresso riguardo al tema della schiavitù. Tutte le petizioni vengono però rifiutate.
- 16 febbraio 1838 - Lo stato del Kentucky approva una legge che estende il diritto di voto alle donne vedove che hanno figli in età scolare.
- 26 marzo 1838 - Il Senato approva una legge che autorizza il Dipartimento del Tesoro ad incamerare da sé i fondi federali, senza doverli depositare in alcuna banca. La questione ora passa alla Camera.
- 23 aprile 1838 - Il piroscafo britannico Sirus attracca al porto di New York dopo aver compiuto una traversata dell'Atlantico di appena 17 giorni. Lo stesso giorno, il piroscafo statunitense Great Western parte da New York in direzione Bristol. Viene così inaugurato il primo servizio di trasporto persone regolare attraverso l'Oceano Atlantico. Gli ingegneri britannici stanno elaborando un tipo di motore a vapore che non utilizzi più il legno, bensì il carbone, con una resa di potenza maggiore che si traduce in una velocità maggiore in mare.
- 17 maggio 1838 - Poco dopo essere stato inaugurato, la Philadelphia Hall, edificio che dovrebbe ospitare diverse associazioni abolizioniste della città, viene assalito durante la cerimonia d'inaugurazione e dato alle fiamme. Da diversi anni nella città di Philadelphia si sono rifugiati diversi schiavi in fuga dai loro padroni, i quali si sono uniti alla comunità quacchera della città (che si è schierata contro la schiavitù). Le violenze dei proschiavisti giungeranno al culmine qualche anno più tardi, negli scontri di Lombard Street.
- 21 maggio 1838 - Il Congresso abroga l'ordine esecutivo di Andrew Jackson del 1836 ("Specie Circular") che consentiva la compravendita di terreni del demanio pubblico soltanto in cambio di oro o argento.
- 26 maggio 1838 - Inizia la rimozione forzata dei Cherokee oltre la riva occidentale del Mississippi. Lo stesso presidente Martin Van Buren ha dato l'ordine di utilizzare la forza per portare a termine la rimozione di tutti i Cherokee dalle loro terre d'origine.
- 29 maggio 1838 - Nonostante l'ordine espresso del presidente Van Buren, alcuni cittadini statunitensi attaccano e danno alle fiamme il vascello canadese Sir Robert Peel, che incrocia lungo il fiume San Lorenzo.
- 12 giugno 1838 - Viene istituito formalmente il Territorio dell'Iowa. Il nuovo territorio comprende gli attuali Minnesota, Dakota del Sud e del Nord, oltre che l'Iowa attuale.
- 25 giugno 1838 - Dopo il voto favorevole del Senato, la proposta di depositare presso lo stesso Dipartimento del Tesoro i fondi federali (il cosiddetto Independent Treasury) viene respinta dalla Camera dei rappresentanti. Decisiva è stata l'opposizione di alcuni esponenti del Partito Democratico, che su tale questione si sono schierati con i Whig.
- 13 agosto 1838 - Le banche di New York sopravvissute alla crisi revocano la loro decisione di non accettare pagamenti in oro e argento. È un primo segno della fine della crisi, che però si farà ancora sentire soprattutto negli stati del Sud.
- 18 agosto 1838 - Su ordine dello stesso governo federale, che finanzia la missione, il tenente Charles Wilkes salpa dal porto di Hampden Roads (Virginia) al comando di una flotta di sei vascelli con lo scopo di esplorare i mari del Pacifico e dell'Antartico. La missione è composta di 350 uomini, soprattutto scienziati che hanno il compito di fornire rapporti al governo riguardo ai luoghi che esplorano. La missione durerà ben quattro anni.
- 4 settembre 1838 - Comincia la rimozione forzata anche dei Potawatomi dall'Indiana al Kansas.
- 12 ottobre 1838 - La Repubblica del Texas, dopo aver visto essersi rifiutata la sua richiesta di annessione all'Unione, elegge un nuovo presidente, Mirabeau B. Lamar, che succede a Sam Houston. Lamar sarà fautore di un cambiamento di strategia per la neonata repubblica, cercando di elaborare una politica estera indipendente e cercando sostegno da diverse potenze europee.
- 30 ottobre 1838 - Il governatore del Missouri, Lilburn Boggs, proclama che la comunità mormone è da considerarsi nemica dello stato. È il via libera ad una scia di violenze che nel giro di pochi giorni fanno 17 vittime. La comunità mormone, guidata da un giovane Brigham Young (figlio del fondatore del movimento Joseph Smith e futuro fondatore della città di Salt Lak City) decide quindi di lasciare il Missouri per approdare nell'Illinois.
- novembre 1838 - Dalle elezioni di midterm emerge un aumento del sostegno popolare al Partito Whig, che però non riesce a strappare la maggioranza in nessun ramo del Congresso al Partito Democratico. L'aumento dei Whig però consentirà a loro di eleggere a sorpresa uno speaker della Camera a loro favorevole, Robert M.T. Hunter.
- dicembre 1838 - Scortati a vista dalle truppe dei generali Winfield Scott e John E. Wool, gli ultimi 14.000 Cherokee vengono deportati forzatamente dalle loro terre d'origine in Georgia e si incamminano verso l'odierno Oklahoma. Durante il viaggio circa 4000 indiani moriranno per la fame, la fatica e le malattie.
- 3 dicembre 1838 - Viene eletto alla Camera il rappresentante dell'Ohio Joshua Giddings, appartenente al Partito Whig. Giddings è il primo rappresentante eletto esplicitamente grazie al supporto degli abolizionisti del suo distretto.
- 11 dicembre 1838 - Il rappresentante del New Hampshire Charles G. Atherton promuove e fa approvare dalla Camera una nuova versione aggravata della gag rule riguardo alla schiavitù.
- 7 febbraio 1839 - Henry Clay, uno dei più noti esponenti del Partito Whig e a caccia di sostegno in vista delle prossime elezioni presidenziali, dichiara pubblicamente la sua condanna al movimento abolizionista e che quest'ultimo non ha alcun diritto di interferire con un fenomeno che già esiste nella pratica e che è avallato dalla Costituzione. La sua mossa è chiaramente diretta ad attrarre su di sé il voto dei conservatori sia degli stati del Nord che del Sud.
- 11 febbraio 1839 - Viene fondata l'Università del Missouri. È la prima università pubblica ad ovest del fiume Mississippi.
- 12 febbraio 1839 - La comunità di coloni canadesi che abita nella regione del fiume Aroostoock, al confine tra il Maine e la colonia britannica del Nuovo Brunswick, catturano l'agente statunitense Rufus McIntire che era venuto a espellerli dalla regione. Le milizie del Maine si armano e si preparano allo scontro armato con il Nuovo Brunswick, facendo esplodere un incidente diplomatico tra Stati Uniti e Impero britannico. A placare gli animi accorre il generale Winfield Scott, inviato dal governo federale per stipulare un accordo di tregua con la controparte britannica in attesa dell'istituzione di una commissione che stabilisca il confine preciso tra le due potenze nella regione.
- 3 marzo 1839 - Uno degli ultimi atti di questo Congresso è l'approvazione di una legge che autorizza l'arruolamento di 50.000 volontari da schierare lungo il confine conteso tra Maine e Nuovo Brunswick.

## Stati e Territori ammessi
- 12 giugno 1838 - Approvazione della costituzione del Territorio dell'Iowa.

## Partiti

### Senato
|                             | Partiti  | Partiti | Partiti | Totali | Vacanti |
| --------------------------- | -------- | ------- | ------- | ------ | ------- |
|                             |          |         |         | Totali | Vacanti |
| Democratico (D)             | Whig (W) | Altri   |         | Totali | Vacanti |
| Congresso precedente        | 31       | 19      | 2       | 52     | 0       |
|                             |          |         |         |        |         |
| Inizio                      | 35       | 17      | 0       | 52     | 0       |
| Fine                        | 35       | 16      | 0       | 51     | 1       |
| % Fine                      | 68,6%    | 31,4%   | 0,0%    |        |         |
|                             |          |         |         |        |         |
| Inizio Congresso successivo | 28       | 19      | 0       | 47     | 5       |

### Camera dei rappresentanti
|                             | Partiti         | Partiti       | Partiti  | Partiti | Partiti | Totali | Vacanti |
| --------------------------- | --------------- | ------------- | -------- | ------- | ------- | ------ | ------- |
|                             |                 |               |          |         |         | Totali | Vacanti |
| Anti- massonico (AM)        | Democratico (D) | Nullifier (N) | Whig (W) | Altri   |         | Totali | Vacanti |
| Congresso precedente        | 14              | 139           | 7        | 81      | 0       | 241    | 1       |
|                             |                 |               |          |         |         |        |         |
| Inizio                      | 7               | 128           | 4        | 101     | 0       | 240    | 2       |
| Fine                        | 7               | 123           | 4        | 106     | 0       | 240    | 2       |
| % Fine                      | 2,9%            | 51,3%         | 1,7%     | 44,2%   | 0.0%    |        |         |
| Membri senza voto           | 0               | 2             | 0        | 0       | 1       | 3      | 0       |
|                             |                 |               |          |         |         |        |         |
| Inizio Congresso successivo | 6               | 124           | 0        | 109     | 2       | 241    | 1       |

## Leadership

### Senato
- Presidente: Richard Mentor Johnson (D)
- Presidente pro tempore: William R. King (D)

### Camera dei rappresentanti
- Speaker: James K. Polk (D)

## Membri

### Senato
I senatori sono eletti ogni due anni e ad ogni Congresso ne viene rinnovato un terzo. Prima del nome di ogni senatore viene indicata la "classe", ovvero il ciclo di elezioni in cui è stato eletto. Per il 25º Congresso vennero sottoposti ad elezione i senatori di classe 1.
Alabama
- 2. William R. King (D)

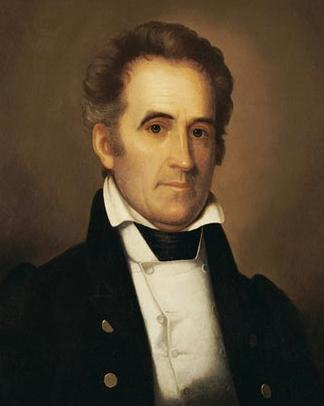
Il presidente del Senato Richard M. Johnson (D).

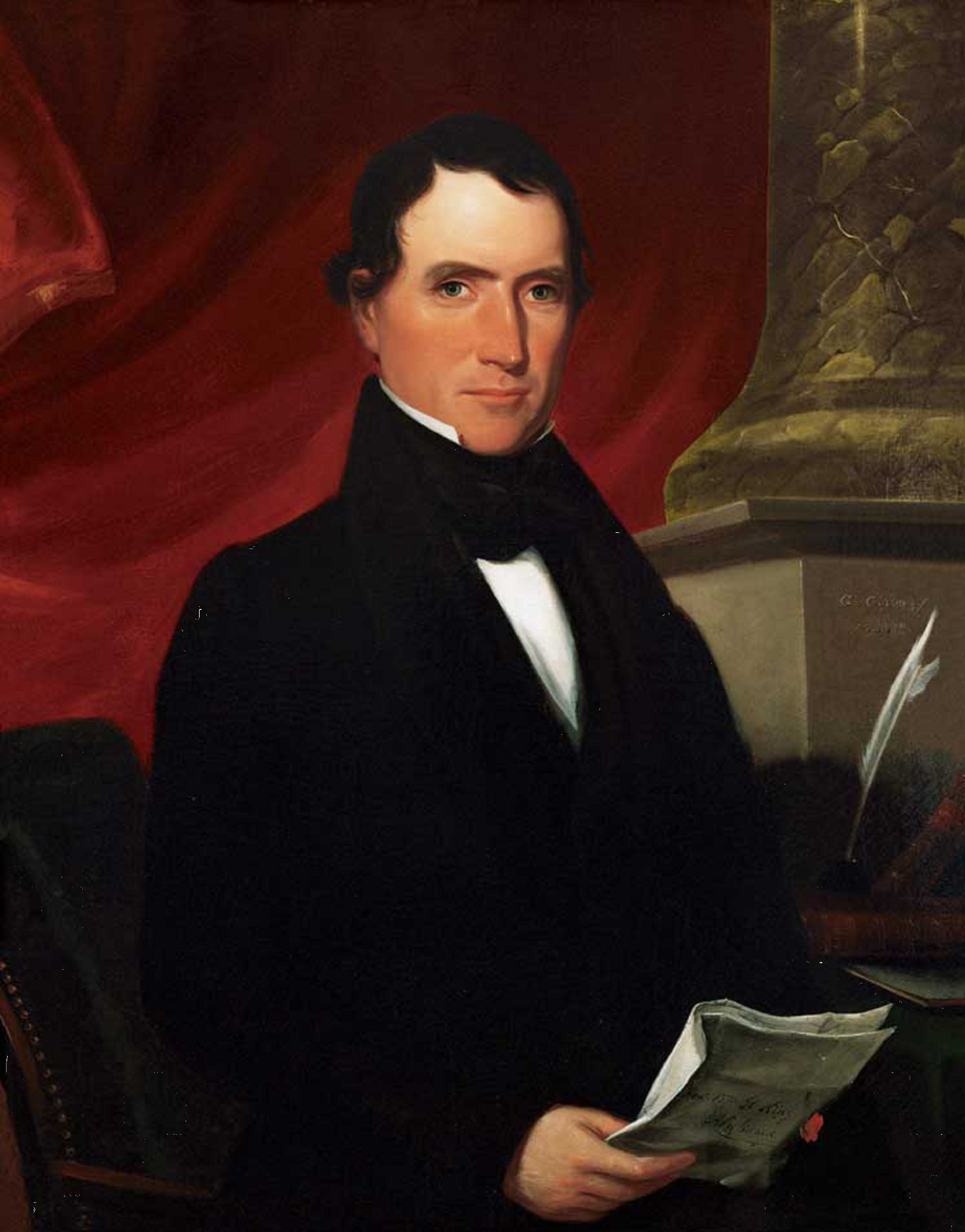
Il presidente pro tempore del Senato William R. King (D).

- 3. John McKinley (D), fino al 22 aprile 1837
  - Clement C. Clay (D), dal 19 giugno 1837

Arkansas
- 2. William S. Fulton (D)
- 3. Ambrose H. Sevier (D)

Carolina del Nord
- 2. Bedford Brown (D)
- 3. Robert Strange (D)

Carolina del Sud
- 2. John C. Calhoun (D)
- 3. William C. Preston (W)

Connecticut
- 1. John M. Niles (D)
- 3. Perry Smith (D)

Delaware
- 1. Richard H. Bayard (W)
- 2. Thomas Clayton (W)

Georgia
- 2. John P. King (D), fino al 1º novembre 1837
  - Wilson Lumpkin (D), dal 22 novembre 1837
- 3. Alfred Cuthbert (D)

Illinois
- 2. John M. Robinson (D)
- 3. Richard M. Young (D)

Indiana
- 1. John Tipton (D)
- 3. Oliver H. Smith (W)

Kentucky
- 2. John J. Crittenden (W)
- 3. Henry Clay (W)

Louisiana
- 2. Robert C. Nicholas (D)
- 3. Alexander Mouton (D)

Maine
- 1. Reuel Williams (D)
- 2. John Ruggles (D)

Maryland
- 1. Joseph Kent (W), fino al 24 novembre 1837
  - William D. Merrick (W), dal 4 gennaio 1838
- 3. John S. Spence (W)

Massachusetts
- 1. Daniel Webster (W)
- 2. John Davis (W)

Michigan
- 1. Lucius Lyon (D)
- 2. John Norvell (D)

Mississippi
- 1. John Black (W), fino al 22 gennaio 1838
  - James F. Trotter (D), dal 22 gennaio 1838 al 10 luglio 1838
  - Thomas H. Williams (D), dal 12 novembre 1838
- 2. Robert J. Walker (D)

Missouri
- 1. Thomas H. Benton (D)
- 3. Lewis F. Linn (D)

New Hampshire
- 2. Henry Hubbard (D)
- 3. Franklin Pierce (D)

New Jersey
- 1. Samuel L. Southard (W)
- 2. Garret D. Wall (D)

New York
- 1. Nathaniel P. Tallmadge (D)
- 3. Silas Wright, Jr. (D)

Ohio
- 1. Thomas Morris (D)
- 3. William Allen (D)

Pennsylvania
- 1. Samuel McKean (D)
- 3. James Buchanan (D)

Rhode Island
- 1. Asher Robbins (W)
- 2. Nehemiah R. Knight (W)

Tennessee
- 1. Felix Grundy (D), fino al 4 luglio 1838
  - Ephraim H. Foster (W), dal 17 settembre 1838 al 3 marzo 1839
  - seggio vacante dal 3 marzo 1839
- 2. Hugh Lawson White (W)

Vermont
- 1. Benjamin Swift (W)
- 3. Samuel Prentiss (W)

Virginia
- 1. William C. Rives (D)
- 2. Richard E. Parker (D), fino al 4 marzo 1837
  - William H. Roane (D), dal 14 marzo 1837

### Camera dei rappresentanti
Nell'elenco, prima del nome del membro, viene indicato il distretto elettorale di provenienza o se quel membro è stato eletto in un collegio unico (at large).
Alabama
- 1. Reuben Chapman (D)
- 2. Joshua L. Martin (D)

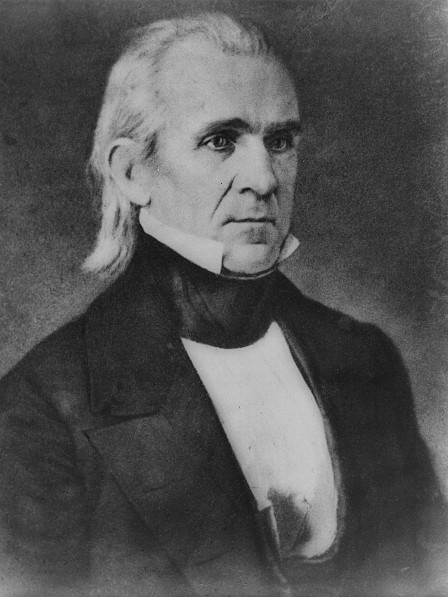
Lo speaker della Camera dei rappresentanti James K. Polk (D).

- 3. Joab Lawler (W), fino all'8 maggio 1838
  - George W. Crabb (W), dal 4 settembre 1838
- 4. Dixon H. Lewis (D)
- 5. Francis S. Lyon (W)

Arkansas
- At-large. Archibald Yell (D)

Carolina del Nord
- 1. Samuel T. Sawyer (W)
- 2. Jesse A. Bynum (D)
- 3. Edward Stanly (W)
- 4. Charles B. Shepard (W)
- 5. James I. McKay (D)
- 6. Micajah T. Hawkins (D)
- 7. Edmund Deberry (W)
- 8. William Montgomery (D)
- 9. Augustine H. Shepperd (W)
- 10. Abraham Rencher (W)
- 11. Henry W. Connor (D)
- 12. James Graham (W)
- 13. Lewis Williams (W)

Carolina del Sud
- 1. Hugh S. Legaré (D)
- 2. Robert Rhett (D)
- 3. John Campbell (N)
- 4. Franklin H. Elmore (D)
- 5. Francis W. Pickens (N)
- 6. Waddy Thompson, Jr. (W)
- 7. William K. Clowney (N)
- 8. John P. Richardson (D)
- 9. John K. Griffin (N)

Connecticut
- At-large. Isaac Toucey (D)
- At-large. Samuel Ingham (D)
- At-large. Elisha Haley (D)
- At-large. Thomas T. Whittlesey (D)
- At-large. Lancelot Phelps (D)
- At-large. Orrin Holt (D)

Delaware
- At-large. John J. Milligan (W)

Georgia
- At-large. Jesse F. Cleveland (D)
- At-large. William C. Dawson (W)
- At-large. Thomas Glascock (D)
- At-large. Seaton Grantland (D)
- At-large. Charles E. Haynes (D)
- At-large. Hopkins Holsey (D)
- At-large. Jabez Y. Jackson (D)
- At-large. George W. Owens (D)
- At-large. George W.B. Towns (D)

Illinois
- 1. Adam W. Snyder (D)
- 2. Zadok Casey (D)
- 3. William L. May (D)

Indiana
- 1. Ratliff Boon (D)
- 2. John Ewing (W)
- 3. William Graham (W)
- 4. George H. Dunn (W)
- 5. James Rariden (W)
- 6. William Herod (W)
- 7. Albert S. White (W)

Kentucky
- 1. John L. Murray (D)
- 2. Edward Rumsey (W)
- 3. Joseph R. Underwood (W)
- 4. Sherrod Williams (W)
- 5. James Harlan (W)
- 6. John Calhoon (W)
- 7. John Pope (W)
- 8. William J. Graves (W)
- 9. John White (W)
- 10. Richard Hawes (W)
- 11. Richard H. Menefee (W)
- 12. John Chambers (W)
- 13. William W. Southgate (W)

Louisiana
- 1. Henry Johnson (W)
- 2. Eleazar W. Ripley (D), fino al 2 marzo 1839
  - seggio vacante, dal 2 marzo 1839
- 3. Rice Garland (W)

Maine
- 1. John Fairfield (D), fino al 24 dicembre 1838
  - seggio vacante, dal 24 dicembre 1838
- 2. Francis O.J. Smith (D)
- 3. Jonathan Cilley (D), fino al 24 febbraio 1838
  - Edward Robinson (W), dal 28 aprile 1838
- 4. George Evans (W)
- 5. Timothy J. Carter (D), fino al 14 marzo 1838
  - Virgil D. Parris (D), dal 29 maggio 1838
- 6. Hugh J. Anderson (D)
- 7. Joseph C. Noyes (W)
- 8. Thomas Davee (D)

Maryland
- 1. John Dennis (W)
- 2. James A. Pearce (W)
- 3. John T.H. Worthington (D)
- 4. Benjamin C. Howard (D)
- 4. Isaac McKim (D), fino al 1º aprile 1838
  - John P. Kennedy (W), dal 25 aprile 1838
- 5. William C. Johnson (W)
- 6. Francis Thomas (D)
- 7. Daniel Jenifer (W)

Massachusetts
- 1. Richard Fletcher (W)
- 2. Stephen C. Phillips (W), fino al 28 settembre 1838
  - Leverett Saltonstall (W), dal 25 dicembre 1838
- 3. Caleb Cushing (W)
- 4. William Parmenter (D)
- 5. Levi Lincoln, Jr. (W)
- 6. George J. Grennell, Jr. (W)
- 7. George N. Briggs (W)
- 8. William B. Calhoun (W)
- 9. William S. Hastings (W)
- 10. Nathaniel B. Borden (D)
- 11. John Reed, Jr. (W)
- 12. John Quincy Adams (W)

Michigan
- At-large. Isaac E. Crary (D)

Mississippi
- At-large. Seggio vacante, fino al 18 luglio 1837
  - John F.H. Claiborne (D), dal 18 luglio 1837 fino al 5 febbraio 1838
  - Sergeant S. Prentiss (W), dal 30 maggio 1838
- At-large. Seggio vacante, fino al 18 luglio 1837
  - Samuel J. Gholson (D), dal 18 luglio 1837 fino al 5 febbraio 1838
  - Thomas J. Word (W), dal 30 maggio 1838

Missouri
- At-large. Albert G. Harrison (D)
- At-large. John Miller (D)

New Hampshire
- At-large. Charles G. Atherton (D)
- At-large. Samuel Cushman (D)
- At-large. James Farrington (D)
- At-large. Joseph Weeks (D)
- At-large. Jared W. Williams (D)

New Jersey
- At-large. John B. Aycrigg (W)
- At-large. William Halstead (W)
- At-large. John P.B. Maxwell (W)
- At-large. Joseph F. Randolph (W)
- At-large. Charles C. Stratton (W)
- At-large. Thomas Jones Yorke (W)

New York
- 1. Thomas B. Jackson (D)
- 2. Abraham Vanderveer (D)
- 3. Churchill C. Cambreleng (D)
- 3. Edward Curtis (W)
- 3. Ogden Hoffman (W)
- 3. Ely Moore (D)
- 4. Gouverneur Kemble (D)
- 5. Obadiah Titus (D)
- 6. Nathaniel Jones (D)
- 7. John C. Brodhead (D)
- 8. Robert McClennan (D)
- 8. Zadock Pratt (D)
- 9. Henry Vail (D)
- 10. Albert Gallup (D)
- 11. John I. De Graff (D)
- 12. David A. Russell (W)
- 13. John Palmer (D)
- 14. James B. Spencer (D)
- 15. John Edwards (D)
- 16. Arphaxed Loomis (D)
- 17. Henry A. Foster (D)
- 17. Abraham P. Grant (D)
- 18. Isaac H. Bronson (D)
- 19. John H. Prentiss (D)
- 20. Amasa J. Parker (D)
- 21. John C. Clark (D)
- 22. Andrew D.W. Bruyn (D), fino al 27 luglio 1838
  - Cyrus Beers (D), dal 3 dicembre 1838
- 22. Hiram Gray (D)
- 23. Bennet Bicknell (D)
- 23. William Taylor (D)
- 24. William H. Noble (D)
- 25. Samuel Birdsall (D)
- 26. Mark H. Sibley (W)
- 27. John T. Andrews (D)
- 28. Timothy Childs (W)
- 29. William Patterson (W), fino al 14 agosto 1838
  - Harvey Putnam (W), dal 7 novembre 1838
- 30. Luther C. Peck (W)
- 31. Richard P. Marvin (W)
- 32. Millard Fillmore (W)
- 33. Charles F. Mitchell (W)

Ohio
- 1. Alexander Duncan (D)
- 2. Taylor Webster (D)
- 3. Patrick G. Goode (W)
- 4. Thomas Corwin (W)
- 5. Thomas L. Hamer (D)
- 6. Calvary Morris (W)
- 7. William K. Bond (W)
- 8. Joseph Ridgway (W)
- 9. John Chaney (D)
- 10. Samson Mason (W)
- 11. James Alexander, Jr. (W)
- 12. Alexander Harper (W)
- 13. Daniel P. Leadbetter (D)
- 14. William H. Hunter (D)
- 15. John W. Allen (W)
- 16. Elisha Whittlesey (W), fino al 9 luglio 1838
  - Joshua R. Giddings (W), dal 3 dicembre 1838
- 17. Andrew W. Loomis (W), dal 20 ottobre 1837
  - Charles D. Coffin (W), dal 20 dicembre 1837
- 18. Matthias Shepler (D)
- 19. Daniel Kilgore (D), fino al 4 luglio 1838
  - Henry Swearingen (D), dal 3 dicembre 1838

Pennsylvania
- 1. Lemuel Paynter (D)
- 2. John Sergeant (W)
- 2. George W. Toland (W)
- 3. Francis J. Harper (D), fino al 18 marzo 1838
  - Charles Naylor (W), dal 29 giugno 1837
- 4. Edward Darlington (AM)
- 4. Edward Davies (AM)
- 4. David Potts, Jr. (AM)
- 5. Jacob Fry, Jr. (D)
- 6. Mathias Morris (W)
- 7. David D. Wagener (D)
- 8. Edward B. Hubley (D)
- 9. Henry A.P. Muhlenberg (D), fino al 9 febbraio 1838
  - George M. Keim (D), dal 17 marzo 1838
- 10. Luther Reily (D)
- 11. Henry Logan (D)
- 12. Daniel Sheffer (D)
- 13. Charles McClure (D)
- 14. William W. Potter (D)
- 15. David Petrikin (D)
- 16. Robert H. Hammond (D)
- 17. Samuel W. Morris (D)
- 18. Charles Ogle (AM)
- 19. John J. Klingensmith, Jr. (D)
- 20. Andrew Buchanan (D)
- 21. Thomas M.T. McKennan (AM)
- 22. Richard Biddle (AM)
- 23. William Beatty (D)
- 24. Thomas Henry (AM)
- 25. Arnold Plumer (D)

Rhode Island
- At-large. Robert B. Cranston (W)
- At-large. Joseph L. Tillinghast (W)

Tennessee
- 1. William B. Carter (W)
- 2. Abraham McClennan (W)
- 3. Joseph L. Williams (W)
- 4. James I. Standifer (W), fino al 20 agosto 1837
  - William Stone (W), dal 14 settembre 1837
- 5. Hopkins L. Turney (D)
- 6. William B. Campbell (W)
- 7. John Bell (D)
- 8. Abram P. Maury (W)
- 9. James K. Polk (D)
- 10. Ebenezer J. Shields (W)
- 11. Richard Cheatham (W)
- 12. John W. Crockett (W)
- 13. Christopher H. Williams (W)

Vermont
- 1. Hiland Hall (W)
- 2. William Slade (W)
- 3. Horace Everett (W)
- 4. Heman Allen (W)
- 5. Isaac Fletcher (D)

Virginia
- 1. Francis Mallory (W)
- 2. Francis E. Rives (D)
- 3. John W. Jones (D)
- 4. George C. Dromgoole (D)
- 5. James W. Bouldin (D)
- 6. Walter Coles (D)
- 7. Archibald Stuart (D)
- 8. Henry A. Wise (D)
- 9. Robert M.T. Hunter (W)
- 10. John Taliaferro (W)
- 11. John Robertson (W)
- 12. James Garland (D)
- 13. John M. Patton (D), fino al 7 aprile 1838
  - Linn Banks (D), dal 28 aprile 1838
- 14. Charles F. Mercer (W)
- 15. James M. Mason (D)
- 16. Isaac S. Pennybacker (D)
- 17. Robert Craig (D)
- 18. George W. Hopkins (D)
- 19. Andrew Beirne (D)
- 20. Joseph Johnson (D)
- 21. William S. Morgan (D)

#### Membri non votanti
Territorio dell'Iowa
- William W. Chapman (D), dal 10 settembre 1838

Territorio della Florida
- Charles Downing

Territorio del Wisconsin
- George Wallace Jones (D), fino al 14 gennaio 1839
  - James D. Doty (D), dal 14 gennaio 1839

## Cambiamenti nella rappresentanza

### Senato
| Stato (classe)  | Membro precedente     | Ragione del cambiamento | Successore             | Data della successione       |
| --------------- | --------------------- | --- | ---------------------- | ---------------------------- |
| Virginia (2)    | Richard E. Parker (D) | Parker si è dimesso il 4 marzo 1837 dopo aver accettato l'incarico di giudice presso la Suprema corte d'appello della Virginia.                 | William H. Roane (D)   | Eletto il 14 marzo 1837      |
| Alabama (3)     | John McKinley (D)     | McKinley si è dimesso il 22 aprile 1837 dopo essere stato nominato giudice della Corte suprema degli Stati Uniti.                               | Clement C. Clay (D)    | Eletto il 19 giugno 1837     |
| Georgia (2)     | John P. King (D)      | King si è dimesso il 1º novembre 1837. | Wilson Lumpkin (D)     | Eletto il 22 novembre 1837   |
| Maryland (1)    | Joseph Kent (W)       | Kent è deceduto il 24 novembre 1837. | William D. Merrick (W) | Eletto il 4 gennaio 1838     |
| Mississippi (1) | John Black (W)        | Black si è dimesso il 22 gennaio 1838. | James F. Trotter (D)   | Nominato il 22 gennaio 1838  |
| Tennessee (1)   | Felix Grundy (D)      | Gundy si è dimesso il 4 luglio 1838 dopo essere stato nominato Procuratore generale.                                                            | Ephraim H. Foster (W)  | Eletto il 17 settembre 1838  |
| Mississippi (1) | James F. Trotter (D)  | Trotter si è dimesso il 10 luglio 1838. È stato nominato un sostituto riconfermato da successive elezioni.                                      | Thomas H. Williams (D) | Nominato il 12 novembre 1838 |
| Tennessee (1)   | Ephraim H. Foster (W) | Su ordine dell'assemblea dello stato del Tennessee, Foster si è dimesso il 3 marzo 1839, prima dell'inizio dei lavori del successivo Congresso. | Seggio vacante         |                              |

### Camera dei rappresentanti
| Distretto                          | Membro precedente         | Ragione del cambiamento                                                                                              | Successore               | Data della successione         |
| ---------------------------------- | ------------------------- | --- | ------------------------ | ------------------------------ |
| At-large. Mississippi              | Seggio vacante            | Claiborne ha accettato la carica il 18 luglio 1837, dopo l'inizio dei lavori di questo Congresso.                    | John F.H. Claiborne (D)  | Insediato il 18 luglio 1837    |
| At-large. Mississippi              | Seggio vacante            | Gholson ha accettato la carica il 18 luglio 1837, dopo l'inizio dei lavori di questo Congresso.                      | Samuel J. Gholson (D)    | Insediato il 18 luglio 1837    |
| 3° Pennsylvania                    | Francis J. Harper (D)     | Harper è deceduto il 18 marzo 1837.                                                                                  | Charles Naylor (W)       | Insediato il 29 giugno 1837    |
| 4° Tennessee                       | James I. Standifer (W)    | Standifer è deceduto il 20 agosto 1837.                                                                              | William Stone (W)        | Insediato il 14 settembre 1837 |
| 17° Ohio                           | Andrew W. Loomis (W)      | Loomis si è dimesso il 20 ottobre 1837.                                                                              | Charles D. Coffin (W)    | Insediato il 20 dicembre 1837  |
| At-large. Mississippi              | John F.H. Claiborne (D)   | Il seggio di Claiborne è stato dichiarato vacante dal Congresso il 5 febbraio 1838.                                  | Sergeant S. Prentiss (W) | Insediato il 30 maggio 1838    |
| At-large. Mississippi              | Samuel J. Gholson (D)     | Il seggio di Claiborne è stato dichiarato vacante dal Congresso il 5 febbraio 1838.                                  | Thomas J. Word (W)       | Insediato il 30 maggio 1838    |
| 9° Pennsylvania                    | Henry A.P. Muhlenberg (D) | Muhlenberg si è dimesso il 9 febbraio 1838, dopo essere stato nominato ambasciatore presso l'Impero austro-ungarico. | George M. Keim (D)       | Insediato il 17 marzo 1838     |
| 3° Maine                           | Jonathan Cilley (D)       | Cilley è deceduto il 23 febbraio 1838, rimanendo ucciso da un duello con il rappresentante William J. Graves.        | Edward Robinson (W)      | Insediato il 28 aprile 1838    |
| 5° Maine                           | Timothy J. Carter (D)     | Carter è deceduto il 14 marzo 1838.                                                                                  | Virgil D. Parris (D)     | Insediato il 29 maggio 1838    |
| 4° Maryland                        | Isaac McKim (D)           | McKim è deceduto il 1º aprile 1838.                                                                                  | John P. Kennedy (W)      | Insediato il 25 aprile 1838    |
| 13° Virginia                       | John M. Patton (D)        | Patton si è dimesso il 7 aprile 1838.                                                                                | Linn Banks (D)           | Insediato il 28 aprile 1838    |
| 3° Alabama                         | Joab Lawler (W)           | Lawler è deceduto l'8 maggio 1838.                                                                                   | George W. Crabb (W)      | Insediato il 5 ottobre 1838    |
| 19° Ohio                           | Daniel Kilgore (D)        | Kilgore si è dimesso il 4 luglio 1838.                                                                               | Henry Swearingen (D)     | Insediato il 3 dicembre 1838   |
| 16° Ohio                           | Elisha Whittlesey (W)     | Whittlesey si è dimesso il 9 luglio 1838.                                                                            | Joshua R. Giddings (W)   | Insediato il 3 dicembre 1838   |
| 22° New York                       | Andrew D.W. Bruyn (D)     | Bruyn è deceduto il 27 luglio 1838.                                                                                  | Cyrus Beers (D)          | Insediato il 3 dicembre 1838   |
| 29° New York                       | William Patterson (W)     | Patterson è deceduto il 14 agosto 1838.                                                                              | Harvey Putnam (W)        | Insediato il 7 novembre 1838   |
| At-large. Territorio dell'Iowa     | Seggio inesistente        | Il Territorio dell'Iowa ha insediato il suo primo delegato il 10 settembre 1838.                                     | William W. Chapman (D)   | Insediato il 10 settembre 1838 |
| 2° Massachusetts                   | Stephen C. Phillips (W)   | Il seggio è stato dichiarato vacante dal Congresso il 28 settembre 1838.                                             | Leverett Saltonstall (W) | Insediato il 15 dicembre 1838  |
| 1° Maine                           | John Fairfield (D)        | Fairfield si è dimesso il 24 settembre 1838, dopo essere stato eletto governatore del Maine.                         | Seggio vacante           |                                |
| At-large. Territorio del Wisconsin | George Wallace Jones (D)  | Jones ha subito una contestazione elettorale ed è stato costretto a lasciare il seggio.                              | James D. Doty (D)        | Insediato il 14 gennaio 1839.  |
| 2° Louisiana                       | Eleazar W. Ripley (D)     | Ripley è deceduto il 2 marzo 1839. Il seggio è rimasto vacante fino alla fine dei lavori del Congresso.              | Seggio vacante           |                                |

## Comitati
Qui di seguito si elencano i singoli comitati e i presidenti di ognuno (se disponibili).

### Senato
- Agriculture
- Audit and Control the Contingent Expenses of the Senate
- Claims
- Commerce
- Danger of Steam Vessels (select committee)
- Distributing Public Revenue Among the States (select committee)
- District of Columbia
- Finance
- Foreign Relations
- Indian Affairs
- Judiciary
- Letter from Mr. Ruggles (select committee)
- Manufactures
- Memorial of A.B. Quinby (select committee)
- Memorial of the Citizens of Georgetown (DC) for the Retrocession of that Part of the District (select committee)
- Memorial of Duff Green (select committee)
- Memorial of Edward D. Tippett (select committee)
- Mileage of Members of Congress (select committee)
- Military Affairs
- Militia
- Naval Affairs
- Occupation of the Columbia River (select committee)
- Oregon Territory (select committee)
- Patent Office (select committee)
- Pensions
- Post Office and Post Roads
- Private Land Claims
- Public Buildings and Grounds
- Public Lands
- Purchasing Boyd Reilly's Gas Apparatus (select committee)
- Revolutionary Claims
- Roads and Canals
- Tariff Regulation (select committee)
- Whole

### Camera dei rappresentanti
- Accounts
- Agriculture
- Amendment to the Constitution (select committee)
- Claims
- Commerce
- District of Columbia
- Elections
- Expenditures in the Navy Department
- Expenditures in the Post Office Department
- Expenditures in the State Department
- Expenditures in the Treasury Department
- Expenditures in the War Department
- Expenditures on Public Buildings
- Foreign Affairs
- Indian Affairs
- Invalid Pensions
- Manufactures
- Mileage
- Military Affairs
- Militia
- Naval Affairs
- Patents
- Post Office and Post Roads
- Public Buildings and Grounds
- Public Expenditures
- Public Lands
- Revisal and Unfinished Business
- Revolutionary Claims
- Roads and Canals
- Rules (select committee)
- Standards of Official Conduct
- Territories
- Ways and Means
- Whole

### Comitati bicamerali (Joint)
- Enrolled Bills